# توکای گردن‌سفید
توکای گردن‌سفید (نام علمی: Turdus albicollis) نام یک گونه از سرده توکای حقیقی است.